# Hayon élévateur
Ne doit pas être confondu avec Hayon.

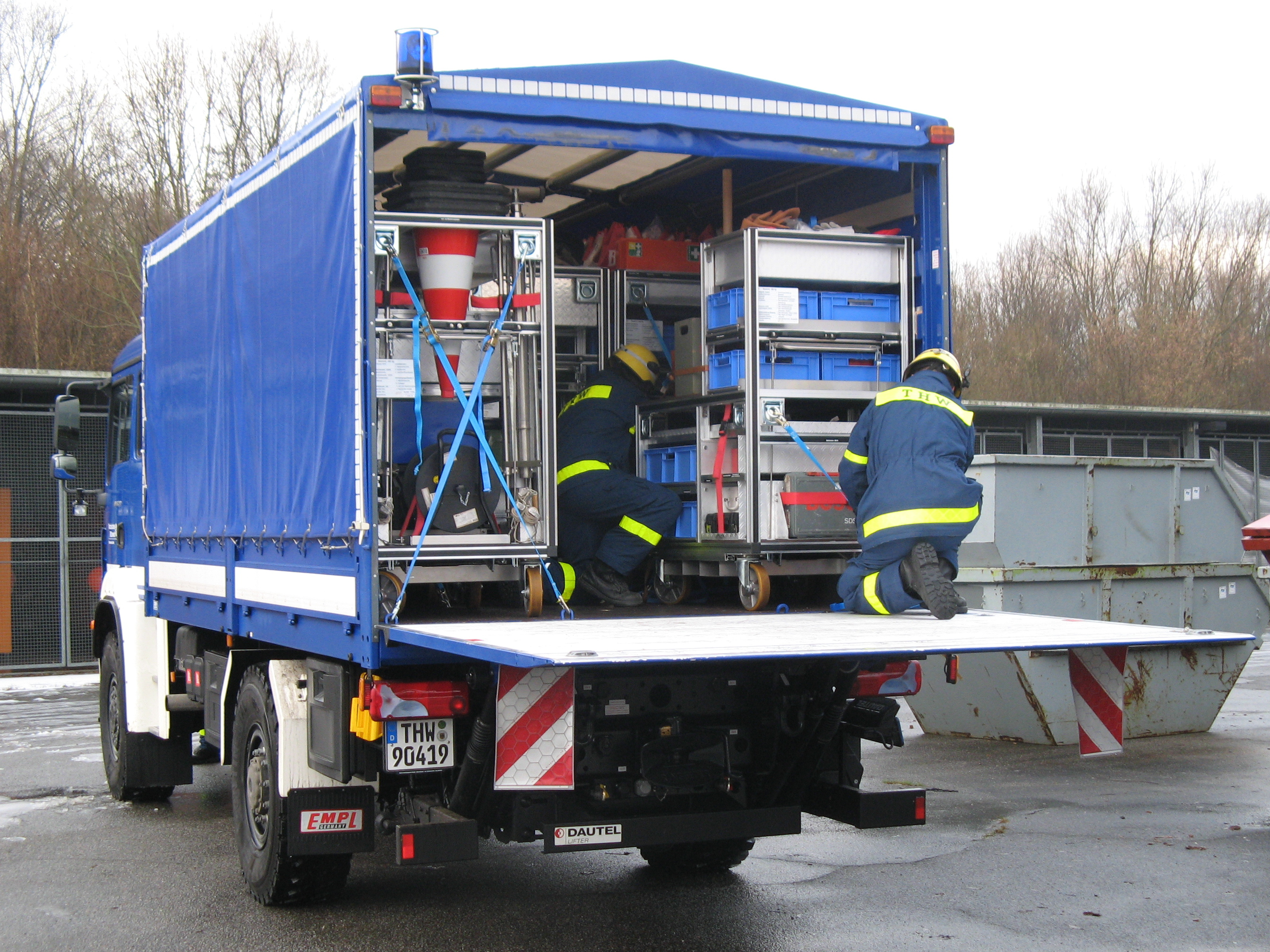
Camion avec hayon élévateur ouvert.

Un hayon élévateur ou une plate-forme élévatrice est un système de plate-forme élévatrice disposé à l'arrière de la caisse d'un camion. Il permet d'y disposer de lourdes charges et d'effectuer la manutention sans devoir mettre le véhicule à quai. Ce système est composé d'une partie hydraulique et électrique.
Il en existe plusieurs types :
- rabattable, le plus simple et le moins cher à mettre en œuvre. Pouvant être de type demi-hayon en ne couvrant qu'une seule porte ;
- repliable, le hayon se positionne en dessous des portes laissant la possibilité de les ouvrir ;
- rétractable, sur le même principe que le repliable, il permet la mise à quai de l'arrière du camion ;
- à colonnes, permet de desservir deux niveaux de chargement.

Le hayon est un système soumis à vérification après une mise en service ou une remise en service après un démontage, ainsi qu'à une vérification périodique tous les six mois.